# كفور النيل
قرية كفور النيل هي إحدى القرى التابعة لمركز الفيوم في محافظة الفيوم في جمهورية مصر العربية. حسب إحصاءات سنة 2006، بلغ إجمالي السكان في كفور النيل 12234 نسمة، منهم 6388 رجل و5846 امرأة.